# سرچنی
سرچنی (به مجاری:  Szerecseny) یک شهرداری در مجارستان است که در ناحیه تت واقع شده‌است. سرچنی ۱۲٫۳۹ کیلومتر مربع مساحت و ۹۱۳ نفر جمعیت دارد.